# فوتبال ۳۶۰
فوتبال ۳۶۰ پایگاه اطلاع‌رسانی و تولید محتوای ورزشی، شامل وبگاه خبری، اپلیکیشن، پادپخش، صفحات توئیتر، اینستاگرام، تلگرام، یوتیوب و آپارات است که پس از توقف پخش برنامه ۹۰ توسط گروه تولید محتوای آن برنامه با سردبیری عادل فردوسی‌پور در زمستان سال ۱۴۰۰ پایه‌گذاری شده‌است.
در اردیبهشت ۱۴۰۱ نرم‌افزار کاربردی فوتبال ۳۶۰ برای سیستم عامل اندروید رونمایی و در کافه بازار عرضه شد. این اپلیکیشن در روزهای ابتدایی عرضه با استقبال بالا روبرو شد و تاکنون در بیش از ۱ میلیون موبایل نصب شده است.

## برنامه گفتگو محور
برنامهٔ فوتبال ۳۶۰ یک برنامهٔ ضبط شده در ژانر تاک شو با اجرای عادل فردوسی‌پور است که به صورت هفتگی در سایت، اپلیکیشن و کانال یوتیوب فوتبال ۳۶۰ منتشر می‌شود. هر قسمت این برنامه شامل گفتگوی مجری با مهمان برنامه دربارهٔ مسائل فوتبال ایران است. اولین قسمت برنامه در ۵ خرداد ۱۴۰۱ پخش شد.

## پادکست ها
فوتبال ۳۶۰، دو پادکست تحلیلی مختص به فوتبال ایران و خارجی دارد که معمولا هر هفته یک‌بار از اپلیکیشن فوتبال ۳۶۰ و یا برنامه‌های مختص به پادپخش مثل کست‌باکس، گوگل پادکستز و... قابل شنیدن و بارگیری است.

### پادکست فوتبال ۳۶۰
یک برنامه صوتی و تحلیلی فوتبال ایران است و به‌بررسی مسابقات فوتبال ایران در هفته‌ای که گذشت می‌پردازد. در ابتدا پادکست توسط مجتبی هاشمی، رضا عباس زاده و هیوا یوسفی اجرا می شد، و هم اکنون اجرای آن به عهده مجتبی هاشمی، هیوا یوسفی، محمد مظفری و کامیار معین است. این برنامه که همانند برنامه ۹۰ است، به جز نسخه صوتی، نسخه تصویری نیز دارد که در اپلیکیشن فوتبال ۳۶۰ و یوتیوب این وبسایت، قابل دسترسی است.

### پادکست اف‌سی ۳۶۰ (fc360)
یک برنامه صوتی و تحلیلی فوتبال خارجی است که به‌بررسی مسابقات فوتبال اروپا می‌پردازد و در واقع ادامه پادکست (فوتبال۱۲۰) است. این پادکست در ابتدا توسط آرش حقیقی، پویان عسگری و صنم اخوی اجرا می شد و هم اکنون اجرای آن به عهده آرش حقیقی، صنم اخوی، حامد صالحی، مهرداد فرخ تبار و دانیال ایزدی است.

## مصاحبه‌ها
| قسمت | نام مهمان          | تاریخ انتشار     |
| ---- | ------------------ | ---------------- |
| ۱    | علی دایی           | ۵ خرداد ۱۴۰۱     |
| ۲    | دراگان اسکوچیچ     | ۳۱ خرداد ۱۴۰۱    |
| ۳    | میرشاد ماجدی       | ۷ تیر ۱۴۰۱       |
| ۴    | سیاوش یزدانی       | ۱۲ تیر ۱۴۰۱      |
| ۵    | سعید معروف         | ۱۶ تیر ۱۴۰۱      |
| ۶    | مهدی طارمی         | ۲۵ تیر ۱۴۰۱      |
| ۷    | سیامک نعمتی        | ۱۹ مرداد ۱۴۰۱    |
| ۸    | شهرزاد مظفر        | ۱۳ شهریور ۱۴۰۱   |
| ۸    | فرشته کریمی        | ۱۳ شهریور ۱۴۰۱   |
| ۸    | نسیمه غلامی        | ۱۳ شهریور ۱۴۰۱   |
| ۹    | کارلوس کی‌روش       | ۲۸ شهریور ۱۴۰۱   |
| ۱۰   | علیرضا جهانبخش     | ۲۱ فروردین ۱۴۰۲  |
| ۱۱   | هوگو آلمیدا        | ۱۴ اردیبهشت ۱۴۰۲ |
| ۱۲   | علیرضا بیرانوند    | ۱۵ خرداد ۱۴۰۲    |
| ۱۲   | سروش رفیعی         | ۱۵ خرداد ۱۴۰۲    |
| ۱۲   | مرتضی پورعلی‌گنجی   | ۱۵ خرداد ۱۴۰۲    |
| ۱۳   | حسن پورحمیدی       | ۲۸ خرداد ۱۴۰۲    |
| ۱۳   | حسین پورحمیدی      | ۲۸ خرداد ۱۴۰۲    |
| ۱۴   | محمدرضا اخباری     | ۹ تیر ۱۴۰۲       |
| ۱۵   | زهرا لطف‌آبادی      | ۱۳ تیر ۱۴۰۲      |
| ۱۶   | روزبه چشمی         | ۱۹ تیر ۱۴۰۲      |
| ۱۷   | فرامرز ظلی         | ۲۵ تیر ۱۴۰۲      |
| ۱۸   | شهاب زاهدی         | ۲۶ تیر ۱۴۰۲      |
| ۱۹   | کمال کامیابی‌نیا    | ۱۲ مرداد ۱۴۰۲    |
| ۲۰   | پژمان جمشیدی       | ۳۱ مرداد ۱۴۰۲    |
| ۲۱   | همایون شجریان      | ۱۳ مهر ۱۴۰۲      |
| ۲۲   | اشکان دژاگه        | ۹ آذر ۱۴۰۲       |
| ۲۳   | رامین رضاییان      | ۱۸ دی ۱۴۰۲       |
| ۲۴   | فریدون زندی        | ۴ اردیبهشت ۱۴۰۳  |
| ۲۵   | علیرضا بیرانوند    | ۱۸ خرداد ۱۴۰۳    |
| ۲۵   | دانیال اسماعیلی‌فر  | ۱۸ خرداد ۱۴۰۳    |
| ۲۵   | عیسی آل کثیر       | ۱۸ خرداد ۱۴۰۳    |
| ۲۶   | ژوزه مورایس        | ۲۹ مرداد ۱۴۰۳    |
| ۲۷   | خوان کارلوس گاریدو | ۱۸ مهر ۱۴۰۳      |
| ۲۸   | دراگان اسکوچیچ     | ۲۹ اردیبهشت ۱۴۰۴ |
| ۲۹   | حسین حسینی         | ۱۲ خرداد ۱۴۰۴    |
| ۲۹   | صالح حردانی        | ۱۲ خرداد ۱۴۰۴    |
| ۲۹   | علیرضا کوشکی       | ۱۲ خرداد ۱۴۰۴    |
| ۳۰   | کلارنس سیدورف      | ۲۱ مرداد ۱۴۰۴    |

## آمار و اطلاعات اپلیکیشن
اپلیکیشن فوتبال ۳۶۰ دارای نظرسنجی است که هر برنامه به ۵ نفر به قید قرعه مبلغ ۵۰ میلیون ریال هدیه داده می‌شود.
پیش‌بینی لیگ برتر خلیج فارس و مسابقات مهم بازی‌های خارجی در این اپلیکیشن انجام می‌شود و به برندگان هفتگی ۱۰ میلیون تومان و به برترین کسی که بیشترین امتیاز فصل را کسب کند، یک دستگاه پژو ۲۰۷ و برای نفرات دوم و سوم، به ترتیب ۱۰۰ و ۵۰ میلیون تومان جایزه اهدا خواهدشد.
مسابقه فوتبال فانتزی در هر هفته به برندگان مبلغ ۲ میلیون تومان داده می‌شود و به برترین امتیاز کل فصل مبلغ ۱۰۰ میلیون تومان داده می‌شود.
قسمت طنز ۳۶۰ درجه و فان به ترتیب با اجرای عادل فردوسی‌پور و ابوطالب حسینی در اپلیکیشن و صفحه شبکه‌های اجتماعی فوتبال ۳۶۰ پخش می‌شود.

## جوایز و نامزدها
| سال  | جایزه                 | رده                                    | نتیجه    |
| ---- | --------------------- | -------------------------------------- | -------- |
| ۱۴۰۲ | بیست و دومین جشن حافظ | بهترین چهره تلویزیونی (عادل فردوسی‌پور) | برنده    |
| ۱۴۰۳ | بیست و سومین جشن حافظ | بهترین چهره تلویزیونی (عادل فردوسی‌پور) | نامزدشده |

## یادداشت
1. ↑  اکس، اینستاگرام، تلگرام، یوتیوب و آپارات
2. ↑  برای ثبت نظر و شرکت در پیش‌بینی یا فوتبال فانتزی نیاز به ثبت نام است.